# 33330 Barèges
33330 Barèges è un asteroide areosecante. Scoperto nel 1998, presenta un'orbita caratterizzata da un semiasse maggiore pari a 2,1818139 UA e da un'eccentricità di 0,2371136, inclinata di 1,15748° rispetto all'eclittica.